# Atomowe prawosławie

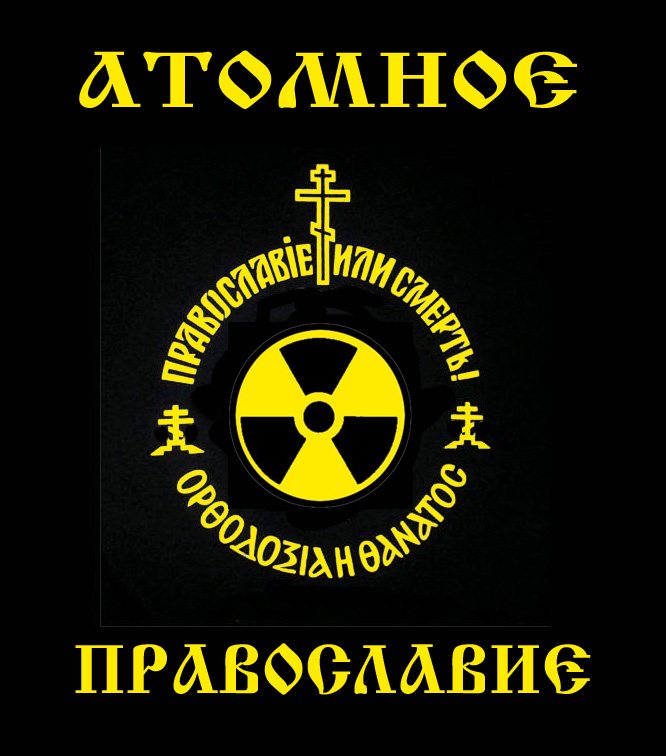
Symbol atomowego prawosławia, stworzony przez Jegor Chołmogorow. Wokół symbolu promieniowania jonizującego widnieje napis „Prawosławie albo śmierć!”.

Atomowe prawosławie (ros. Атомное православие, trb. Atomnoje prawosławije) – rosyjska, eschatologiczna koncepcja polityczna zakładająca, że Rosja musi rozbudować swój arsenał nuklearny, aby stosownie przygotować się na powtórne przyjście Chrystusa. 
Powstała ona po rozpadzie Związku Radzieckiego i z czasem stała się częścią „hagiopolityki” Rosyjskiego Kościoła Prawosławnego.

## Historia
Koncepcja atomowego prawosławia została po raz pierwszy sformułowana w eurazjatyckich kręgach politycznych po rozpadzie Związku Radzieckiego. Sam termin ten został po raz pierwszy użyty przez Aleksieja Bielajew-Gintowta, który w 1999 roku na wystawie w Paryżu opublikował swój obraz przedstawiający okręt podwodny ozdobiony motywami chrześcijańskimi. Wraz z rozwojem koncepcja ta stopniowo stała się częścią ideologii „ruskiego miru”.  
W 2005 roku święty admirał Fiodor Uszakow został uznany za patrona rosyjskiego arsenału nuklearnego.
Prezydent Władimir Putin po raz pierwszy nawiązał do tej koncepcji na konferencji prasowej 1 lutego 2007 r., kiedy stwierdził, że Rosyjska Cerkiew Prawosławna i arsenał nuklearny Rosji to dwa „elementy wzmacniające rosyjską państwowość i tworzące warunki do zapewnienia wewnętrznego i zewnętrznego bezpieczeństwa kraju”, a w 2018 r., stwierdził, że w razie konfrontacji Rosjanie „pójdą do raju jako męczennicy”, a cudzoziemcy „po prostu zdechną”. 
W 2009 roku patriarcha moskiewski Cyryl odwiedził miasto Sarow, w którym mieści się Wszechrosyjski Naukowo-Badawczy Instytut Fizyki Doświadczalnej i gdzie urodził się św. Serafin z Sarowa, i w trakcie wizyty powiedział, że rosyjski program broni nuklearnej jest wolą Boga.
28 listopada 2024 na forum XXVI Światowego Rosyjskiego Soboru Ludowego patriarcha Cyryl powiedział:

Chciałbym zauważyć, że podsycanie strachu wokół możliwych apokaliptycznych scenariuszy, nadmierny alarmizm i spekulacje na temat wojny nuklearnej nie są przydatne z duchowego punktu widzenia. Czekamy na Pana Jezusa, który przyjdzie w wielkiej chwale, zniszczy zło i będzie sądził wszystkie narody.